# Michael Dietrich von der Recke zu Heessen
Michael Dietrich von der Recke zu Heessen (Taufname: Michael Dietrich Adolf Angelus) (* 18. Februar 1675; † 24. April 1713 in Andernach) war Domherr in Münster.

## Leben

### Herkunft und Familie
Michael Dietrich von der Recke zu Heessen wuchs als Sohn des Bernhard Dietrich von der Recke zu Heessen und dessen Gemahlin Klara Margaretha Eugenia von der Recke zu Kurl zusammen mit seinen Geschwistern Franz Wilhelm (1665–1716, münsterischer Ritter, Stammherr) und Ferdinand Leopold (1673–1729, Obristwachtmeister) in der Adelsfamilie von der Recke auf.

### Wirken
Im Jahre 1688 erhielt Michael Dietrich durch päpstlichen Zuspruch eine Dompräbende in Münster. Zuvor hatte Matthias Dietrich von der Recke zu Steinfurt verzichtet. Am 4. Mai 1694 begann Michael Dietrich mit einem Studium an der Universität Siena und erhielt am 1. Dezember 1703 die Niederen Weihen und die Subdiakonatsweihe. Er besaß die Obedienz Blasii Sommersehl und erhielt am 5. April 1712 das Archidiakonat auf dem Drein.